# جيمس أورتن
جيمس أورتن (بالإنجليزية: James Orton)‏ هو عالم طبيعة أمريكي، ولد في 21 أبريل 1830 في Seneca Falls, New York ‏ في الولايات المتحدة، وتوفي في 25 سبتمبر 1877 في بحيرة تيتيكاكا في بوليفيا.